# Paranthodon
Paranthodon ist eine nur spärlich bekannte Gattung der Vogelbeckendinosaurier aus der Gruppe der Stegosauria.
Bislang sind von Paranthodon nur Teile des Schädels samt einigen Zähnen bekannt. Die Schnauze zeigt die typische langgestreckte Form der Stegosauria, ist aber durch einen einzigartigen, nach hinten gerichteten Fortsatz des Zwischenkieferbeins (Praemaxillare) charakterisiert. Die wie bei allen Stegosauriern relativ kleinen, dreieckigen Zähne ähneln im Bau denen von Kentrosaurus, was möglicherweise für eine Verwandtschaft mit diesem spricht. Über den übrigen Körperbau dieses Dinosauriers ist nichts bekannt.
Die Funde stammen aus der Kirkwood-Formation in der südafrikanischen Provinz Ostkap und werden in die frühe Unterkreide (Berriasium) auf ein Alter von rund 145 bis 139 Millionen Jahre datiert. Die einzige anerkannte Art ist P. africanus. Zunächst wurde das Tier vom bekannten südafrikanischen Paläontologen Robert Broom als Palaeoscincus beschrieben, wurde sie später in die Gattung Paranthodon umklassifiziert.
Paranthodon ist neben dem bekannten Kentrosaurus der einzige bekannte Vertreter der Stegosauria aus Afrika.